# Millidgea
Genre
Millidgea est un genre d'araignées aranéomorphes de la famille des Linyphiidae.

## Distribution
Les espèces de ce genre sont endémiques d'Angola.

## Liste des espèces
Selon World Spider Catalog (version 16.5, 28/10/2015) :
- Millidgea convoluta Locket, 1968
- Millidgea navicula Locket, 1968
- Millidgea verrucosa Locket, 1968

## Étymologie
Ce genre est nommé en l'honneur d'Alfred Frank Millidge.

## Publication originale
- Locket, 1968 : Spiders of the family Linyphiidae from Angola. Publicações Culturais da Companhia de Diamantes de Angola, vol. 71, p. 61-144.